# 블랙폰 (스마트폰)
블랙폰은 SGP 기술을 이용해, 사일런트서클의 자회사에서 개발한 개인 정보 보호용 스마트폰이다. 본래, SGP는 GeeksPhone과 사일런트서클의 합작기술이었다. 사용자는 개인, 기업, 연구소, 국가기관 공무원에 이르기까지 최고 수준의 보안을 요구하는 직업에 종사하는 모든 이들을 포함한다.
기밀성이 확보되지 않은 개인 장치 및 서비스를 사용하여 업무를 수행하는 사용자에게 블랙폰 서비스는 필요할 때 기밀성 보장 옵션을 제공하고 있다.

## 연혁
블랙폰은 VPN을 통해 인터넷에 액세스 할 수 있으며, 사일런트서클이 보안 강화를 위해 자체 개발한 사일런트 OS 라는 안드로이드의 수정된 버전을 사용하고 있으며, 보안 번들 툴이 함께 제공된다. 2016년 11월, (주)센티넬코리아에서 블랙폰2의 국내 정품판매를 시작했다.